# Kirtland-Tempel

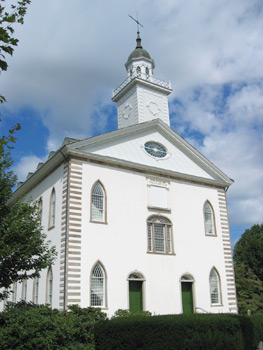
Kirtland-Tempel heute

Der Kirtland-Tempel ist der älteste und ursprüngliche Tempel des Mormonentums. Errichtet wurde er von 1833 bis 1836 in Kirtland, Ohio nahe dem Ufer des Eriesees, am heutigen Rand des Großraums Cleveland. Seit Juni 1969 ist der Tempel als Gebäude im National Register of Historic Places eingetragen. Im Dezember 1976 erhielt er den Status eines National Historic Landmarks zuerkannt.

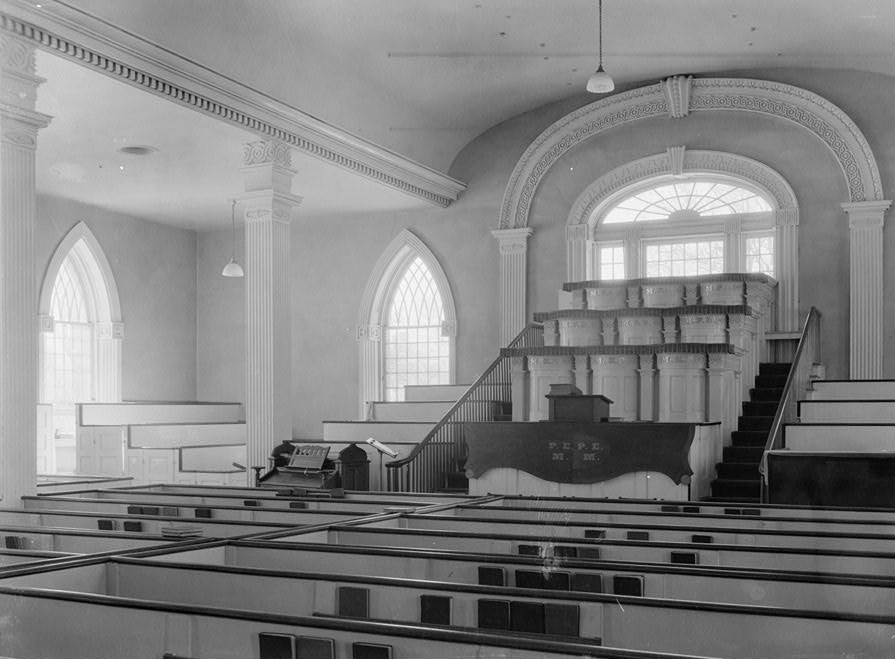
Der Versammlungsraum im Erdgeschoss, mit Stuckaturen und handgeschnitzten Kanzeln und Säulen

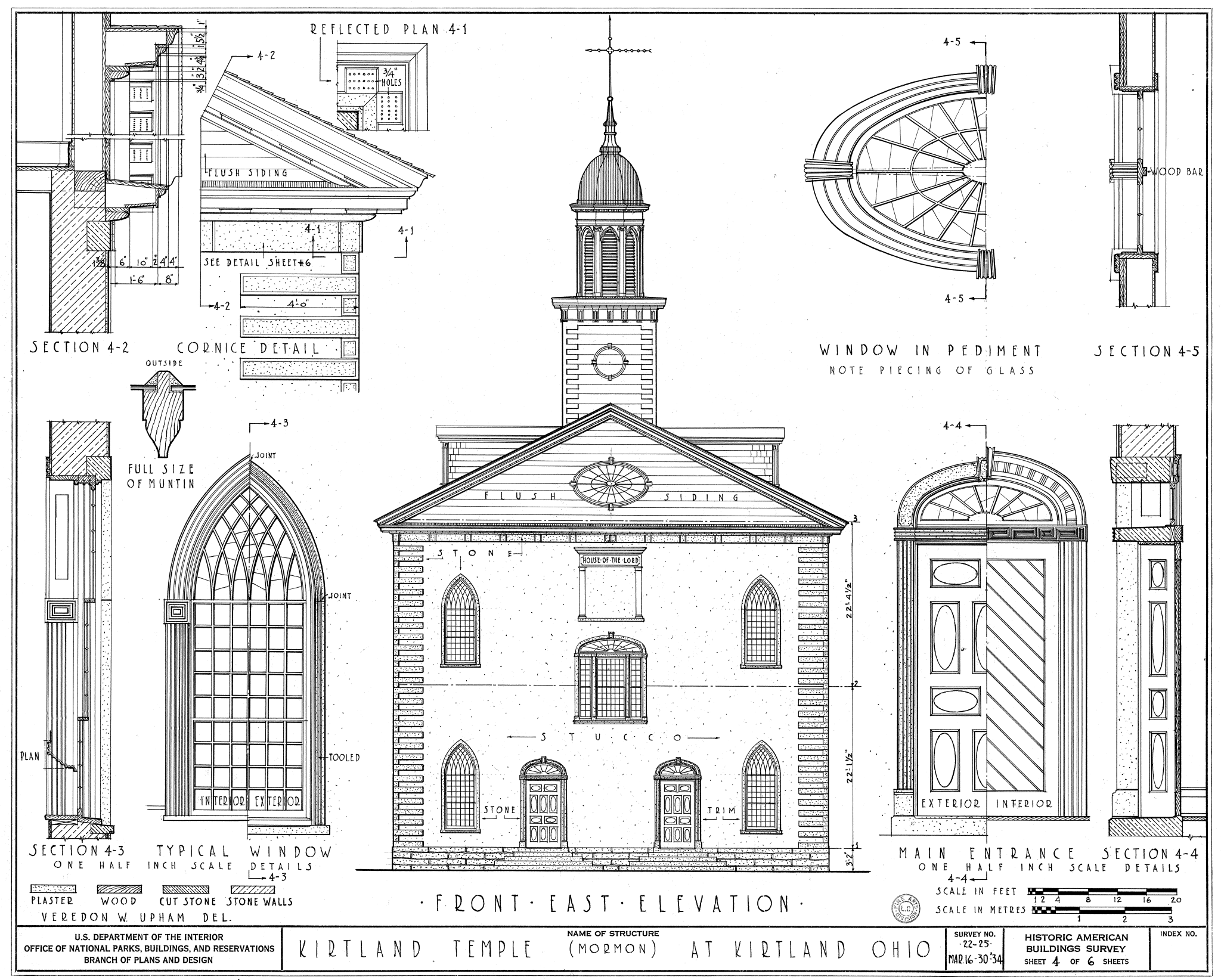
Ostfassade und Architekturdetails

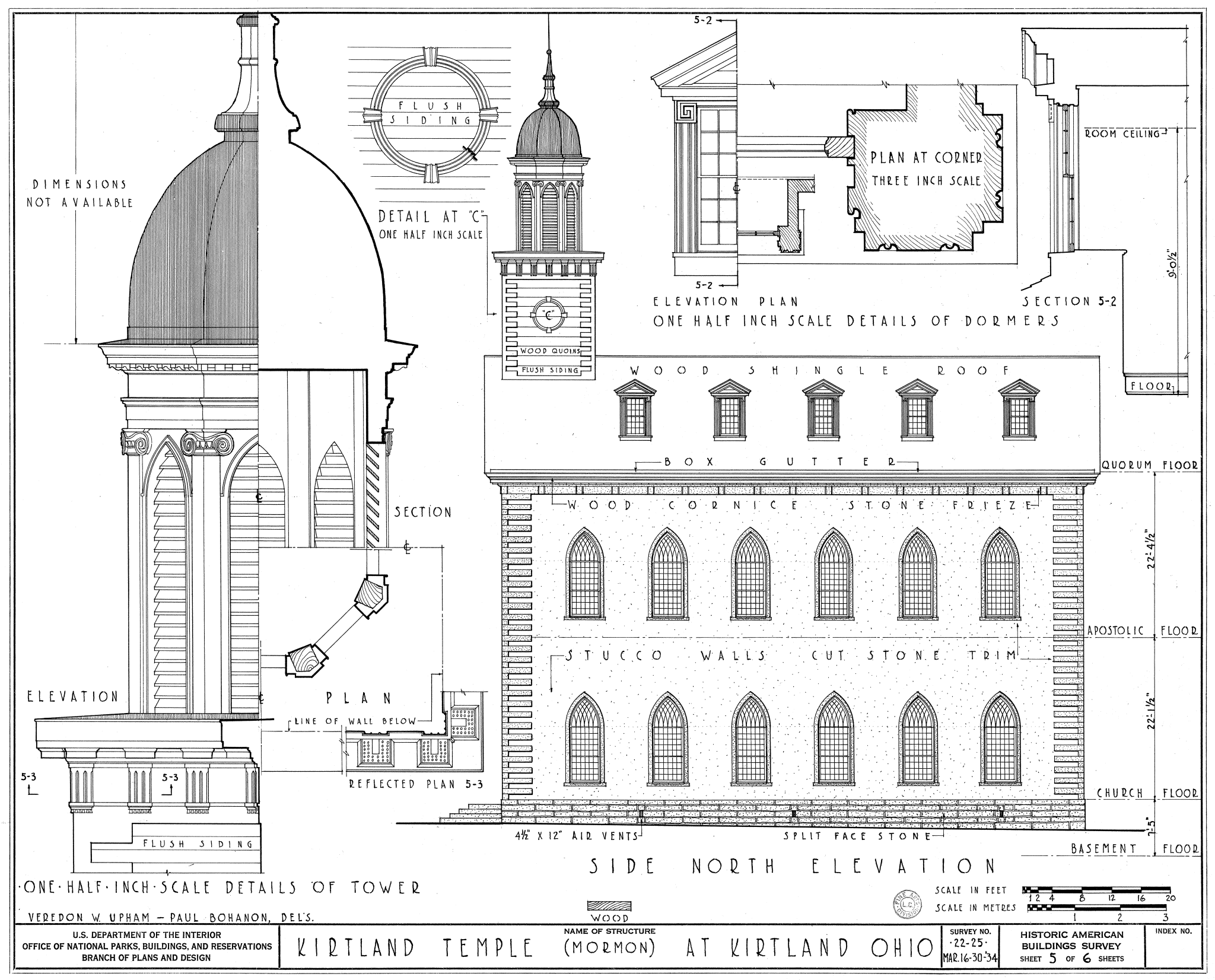
Nordfassade und Turm

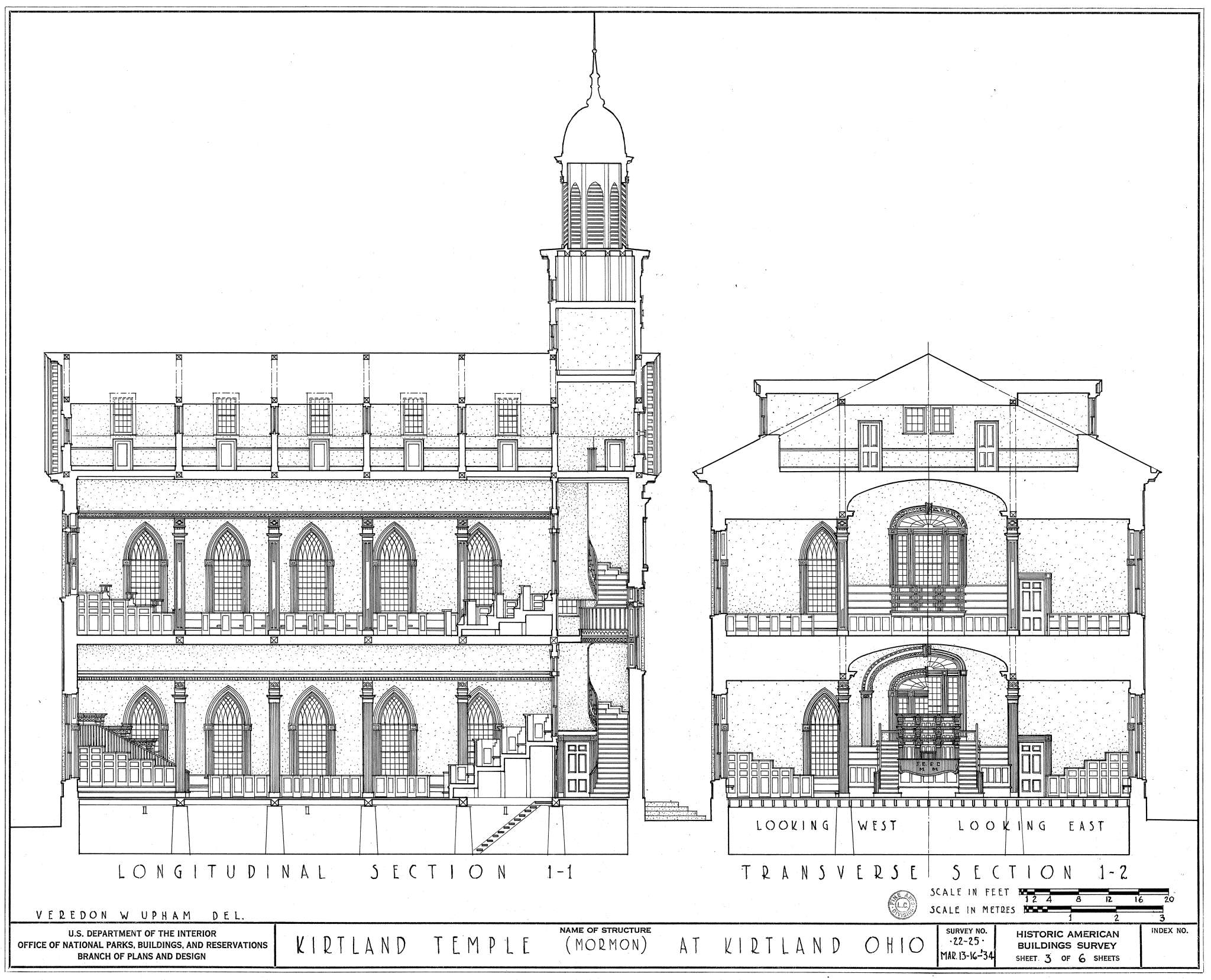
Schnitt

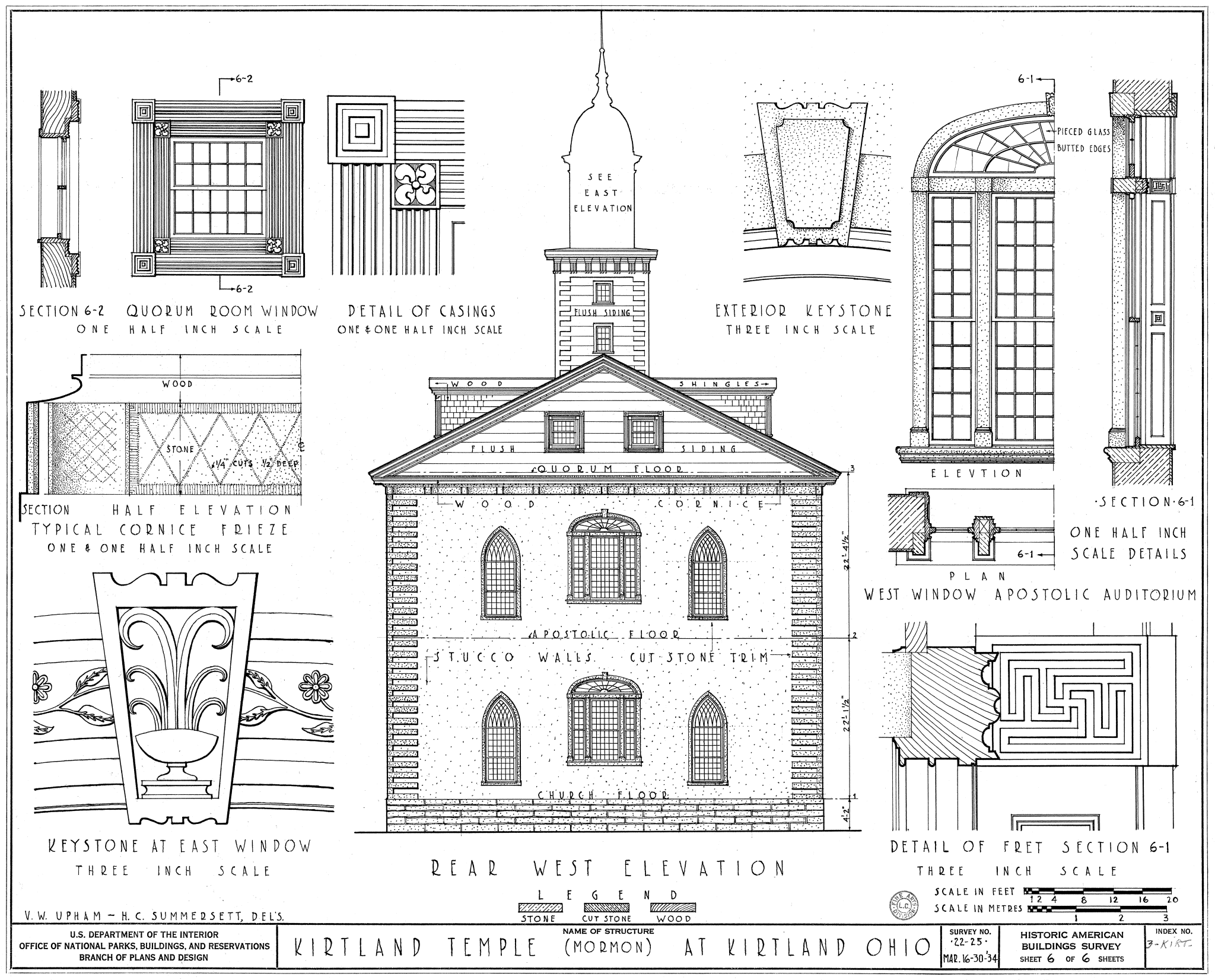
Westfassade und Architekturdetails

## Gebäude
Der Tempel ist ein dreistöckiges Gebäude im Stil der frühen Viktorianischen Architektur, wobei Stilelemente aus dem Federal Style mit Neoklassizismus und Neugotischen Details kombiniert wurden. 

### Konstruktion
Der rechteckige Grundriss beträgt 18 × 24 m, das Gebäude ist in Ost-West-Richtung orientiert mit dem Eingang nach Osten. Der First wird von einem Türmchen mit achteckiger Laterne und einer kuppelförmigen Haube gekrönt. Die Außenwände sind, unüblich für die Zeit und die Region, aus Sandstein errichtet, die mit einem unter dem Dach umlaufenden Friesen versehene Fassade ist verputzt. In den weißen Außenputz waren ursprünglich Scherben von zerstoßenem Glas und Porzellan eingearbeitet, um im Sonnenlicht zu glitzern und dem Gotteshaus als Schmuck zu dienen. Die Gebäudeecken und die Faschen der Türen und der spitzbogigen Fenster sind mit behauenen Steinen ausgestaltet. Die Giebelflächen und das Türmchen bestehen aus Holz in Rahmenbauweise. Sie sind mit Holzlatten beplankt und weiß gestrichen. Das Dach war ursprünglich mit handgefertigten Holzschindeln gedeckt. Sie sind nicht erhalten.
Über einem funktionslosen Kellergeschoss zum Ausgleich der leichten Hangneigung liegen zwei Stockwerke mit je einem, nahezu das gesamte Geschoss ausfüllenden Versammlungsraum. Das Erdgeschoss wird als Church Floor, das Obergeschoss als Apostolic Floor bezeichnet. Das Dachgeschoss wurde in fünf über die volle Breite des Gebäudes reichenden Schulräume geteilt, die je eine Fenster-Gaube pro Dachfläche aufweisen.

### Ausstattung
Die Ausstattung der Versammlungsräume spiegelt die Glaubensüberzeugungen des frühen Mormonentums wider. Für die beiden Ebenen des Priestertums, das Aaronische und das höhere Melchisedekische Priestertum, sind auf den beiden Schmalseiten jeweils neun erhöhte Kanzeln errichtet. Die Kirchenbänke sind so gestaltet, dass die Gottesdienstbesucher zwischen der Zuwendung zur Ost- und zur Westseite wechseln können. 
Kanzeln, Bänke, Säulen und die Einrichtung des Treppenhauses sind aus den Harthölzern der Region handgefertigt und weiß eingelassen. Säulen und Kanzeln sind mit Schnitzarbeiten verziert, die Deckenkanten und Fenster sind mit Stuck ausgestattet.

## Geschichte
Die Anhänger des Propheten Joseph Smith, jr (1805–1844) und der 1830 von ihm in Upstate New York gegründeten Church of Christ (ab 1838: Kirche Jesu Christi der Heiligen der Letzten Tage – kurz: Kirche Jesu Christi HLT) sammelten sich ab 1832 am Rand der nach Westen vorrückenden Siedlungsgrenze. Sie wollten eine neue Gemeinschaft entsprechend den Glaubensüberzeugungen errichten, die Smith seit seinem 15. Lebensjahr in Form von Offenbarungen erhalten haben wollte. Smith und seine bedeutendsten Anhänger waren kurz nach der Gründung der Kirche vor beginnenden Anfeindungen nach Kirtland, nahe den Großen Seen, geflohen. Dies war zunächst als Zwischenstation gedacht, denn Smith streckte seine Fühler bereits nach Missouri aus: In der dortigen Ortschaft Independence planten sie, ihr Zion zu gründen; es wurde dort auch bereits ein Bauplatz für einen zukünftigen Haupttempel erworben und geweiht. Da der Bau in Independence aber an verschiedenen politischen und wirtschaftlichen Hindernissen scheiterte, konzentrierte sich Smith einige Jahre später wieder auf Kirtland, und man begann dort mit den Planungen für einen etwas bescheideneren Tempel. Die von Smith geführte Gemeinde sah sich als eine Wiederherstellungsbewegung, die entsprechend den Offenbarungen Jesu Christi das Urchristentum wiederbelebte.
Der Kirtland-Tempel wurde von ihnen selbst als erstes Versammlungsgebäude errichtet und am 27. März 1836 geweiht. Er war für rund 1000 Mitglieder konzipiert, die Mitgliederzahl wurde aber schon kurz nach der Fertigstellung übertroffen. 
Im Erdgeschoss fanden die Gottesdienste statt, der Saal im Obergeschoss diente der Ausbildung von Priestern und der Schulung von Missionaren. In den Schulräumen im Dachgeschoss waren die Highschool von Kirtland und Büros der Kirche untergebracht. Abends versammelten sich hier die verschiedenen Kollegien der Kirche.
Im Jahr nach der Fertigstellung des Tempels brachte der finanzielle Zusammenbruch der kircheneigenen Bank Kirtland Safety Society Spannungen in die Religions- und Lebensgemeinschaft. Die meisten Angehörigen zogen mit Joseph Smith nach Missouri, zuerst nach Independence, dann weiter nach Far West, wo Smith mehrere Monate inhaftiert war, und 1839 schließlich nach Nauvoo im zunächst toleranteren Staat Illinois. In Nauvoo gestaltete Smith die Glaubensüberzeugungen der Kirche grundlegend um, er führte die Mehrfachehe und die Totentaufe ein und änderte die Rituale im Tempel nach Vorbildern der Freimaurer völlig. Rund 100 Anhänger waren in Kirtland geblieben und nutzten den Tempel nach den ursprünglichen Traditionen weiter. 
1844 wurde Joseph Smith dort erneut inhaftiert; im Gefängnis von Carthage, Illinois wurde er von einem Lynchmob überfallen und ermordet; die Gemeinschaft spaltete sich endgültig. Die große Mehrheit zog unter der Leitung von Brigham Young über die Rocky Mountains und gründete die Stadt Salt Lake City und den Staat Deseret – später Utah. Die meisten der in Illinois, Missouri und Kirtland verbliebenen Anhänger organisierten sich ab 1860 unter der Leitung von Smiths in Kirtland geborenen Sohn Joseph Smith III in der Reorganisierten Kirche Jesu Christi der Heiligen der Letzten Tage entsprechend den ursprünglichen Glaubensrichtlinien ohne die Reformen von Nauvoo. 
Der Tempel in Kirtland wurde nur noch sporadisch von den wenigen Mormonen der Region genutzt, sondern diente der Gemeinde für eine Vielzahl öffentlicher Zwecke. Gemeindeversammlungen, Schule, Musikveranstaltungen füllten die Räume. 
Die Kirche in Utah stand wegen der Mehrfachehe unter starkem politischem Druck, weshalb sie sie 1890 auch offiziell aufgab. In der Zwischenzeit führte die Reorganisierte Kirche in Ohio einen Prozess um das Eigentum am Kirtland-Tempel und wurde 1880 als Rechtsnachfolger der ursprünglichen Kirche Smiths anerkannt. Ihr wurden der Tempel und die meisten Unterlagen aus Smiths Nachlass zugesprochen. Die Reorganisierte Kirche nannte sich 2001 in Gemeinschaft Christi um. Im März 2024 verkaufte die Gemeinschaft Christi den Tempel, einige weitere Gebäude, die in der gemeinsamen Geschichte des Mormonentums eine besondere Bedeutung hatten, und historische Dokumente aus der Frühzeit an die Kirche Jesu Christi der Heiligen der Letzten Tage für einen nicht genannten Betrag.

## Der Tempel heute
Der Tempel ist seit März 2024 im Eigentum der Kirche Jesu Christi der Heiligen der Letzten Tage. Das Gebäude ist (anders als alle anderen Tempel der Kirche Jesu Christi HLT) auch der Öffentlichkeit zugänglich und kann besichtigt werden. Seit 1977 ist er als National Historic Landmark anerkannt und seit 2007 vermittelt ein kleines Museum die Geschichte der Religionsgemeinschaft und des Bauwerks. 